# 尤尔根·巴奇
尤尔根·巴奇（德語：Karl-Heinz Sadrozinski，1946年11月6日—1976年4月28日）是西德的一位連環殺手，他生前殺害了4名年龄在8至13岁之间的男孩。他曾说服受害者陪他进入一个废弃的防空洞，在那里尤尔根·巴奇强迫受害者脱掉衣服，然后对他进行性虐待，之後他又將男孩肢解。1966年，尤尔根·巴奇被捕。

## 早年生活
尤尔根·巴奇是一个私生子，他的生母在他出生五个月后死于肺结核，他一生的头几个月都在护士的照顾下度过。11个月大时，他被朗根堡的一位屠夫和他的妻子收養，并给他取了名字尤尔根·巴奇。尤尔根·巴奇的养母患有强迫症，对清洁问题非常重视。他不被允许与其他孩子一起玩耍，以免他身上弄髒。这種情況一直持续到他成年。他的母亲亲自给他洗澡，直到他19岁才停止。10岁时，巴奇进入学校學習。由于他的父母认为学校不够严格，他又转學到了一所天主教寄宿学校就讀。

## 逮捕
被捕后，巴奇承认了自己的罪行。他于1967年12月15日被伍珀塔尔地区法院（ Landgericht Wuppertal ）判处無期徒刑。1971年，德国联邦最高法院将此案退回杜塞尔多夫地區法院，该法院将巴奇服刑時間减少至10年，并将尤尔根·巴奇安置在位於利普施塔特的精神病治疗所。1974年1月2日，他在精神病治疗所与来自汉诺威的Gisela Deike结婚。

## 死亡
法医精神病学家提出了各種治療方案，例如心理治療、閹割，甚至提到採取精神外科手术。巴奇最初拒绝任何手术，但最终同意在1976年4月28日自愿进行閹割，以避免终身监禁在精神病院。在他结婚的两年后，他的抑郁症状况没有任何改善。艾克尔伯恩州立医院的医生又选择了另一种阉割方法，結果意外地导致了巴奇的死亡。官方的尸检和调查認為，由于手术中的失误，巴奇吸入了过量的氟烷。